# 传说的斯塔菲4
《传说的斯塔菲4》是任天堂2006年4月13日发售的任天堂DS的动作游戏。

## 介绍
因为亚米王国的宝藏“莫纳姆鲁石”被不知名的犯人偷走，所以天界的王子斯塔菲就为了夺回该宝藏而冒险。游戏中除动作要素还有道具收集要素，且玩家也能够操作斯塔菲的妹妹斯塔碧。